# Ahnfeltiaceae
Ahnfeltiaceae C.A. Maggs & C.M. Pueschel, 1989   é o nome botânico de uma família de algas vermelhas pluricelulares da ordem Ahnfeltiales.

## Gêneros
- Ahnfeltia